# Beiersdorf (Grimma)

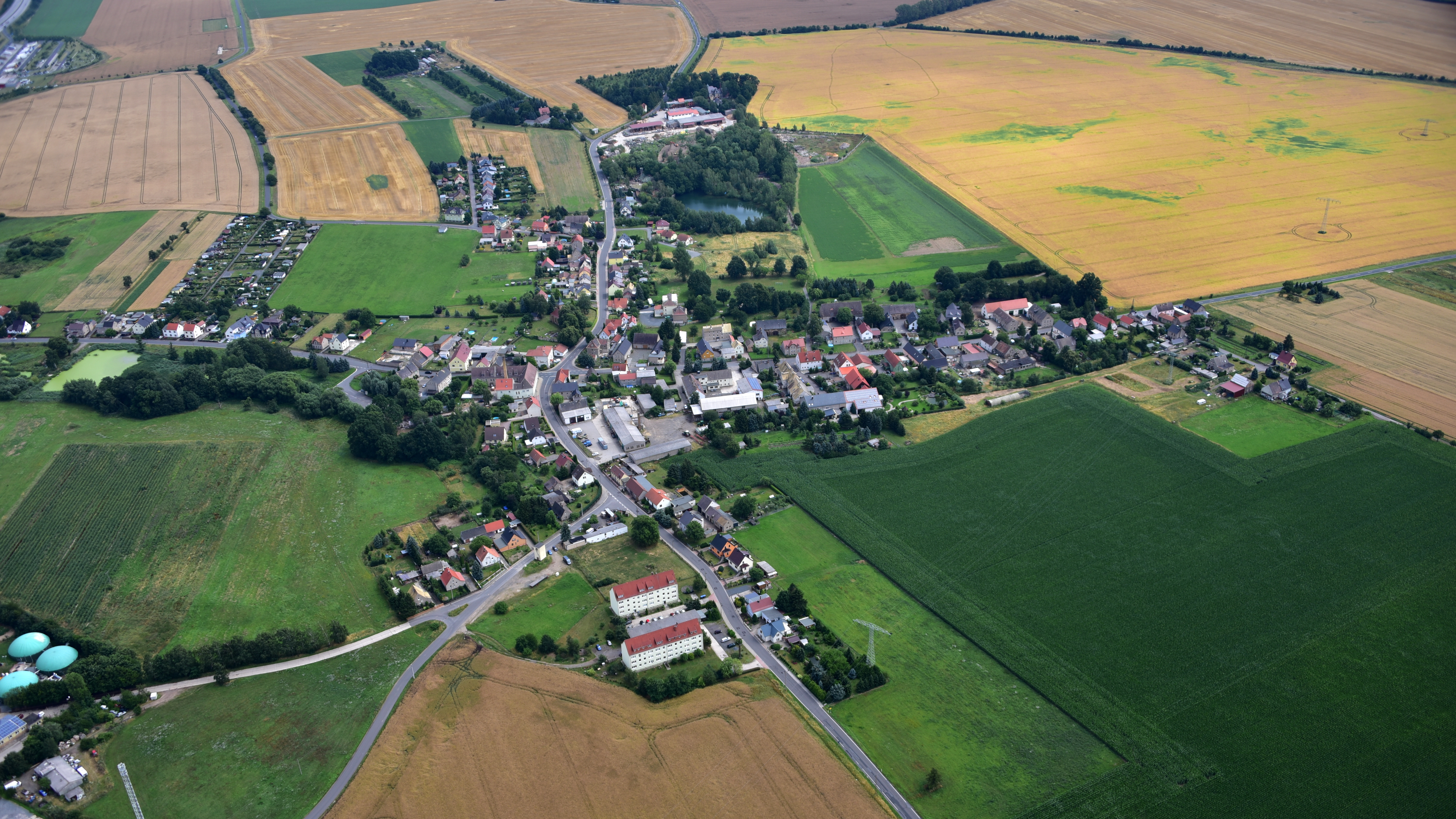
Beiersdorf (Grimma), Luftaufnahme (2017)

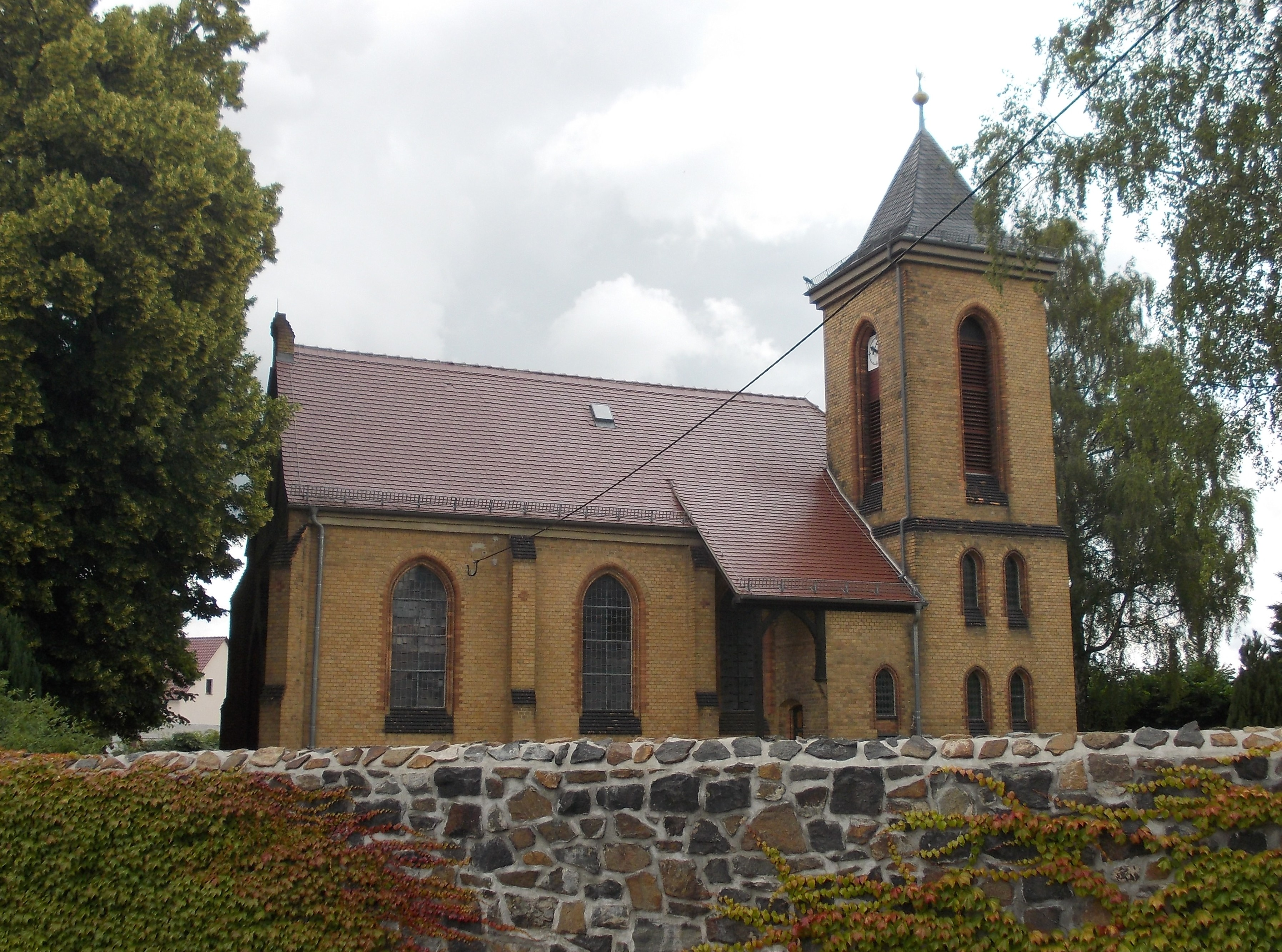
Kirche Beiersdorf

Beiersdorf ist ein Dorf im Landkreis Leipzig in Sachsen. Politisch gehört der Ort seit 1994 zu Grimma. Im Ort kreuzen sich die Kreisstraße 8363 zwischen Grimma und Klinga und die Staatsstraße 47 zwischen Grethen und Seelingstädt.

## Entwicklung der Einwohnerzahl
| Jahr    | Einwohnerzahl                              |
| ------- | ------------------------------------------ |
| 1548/51 | 21 besessene Mann, 22 Inwohner, 16 Hufen   |
| 1764    | 25 besessene Mann, 15 Häusler, 7 1⁄2 Hufen |
| 1834    | 269                                        |
| 1871    | 315                                        |
| 1890    | 444                                        |

| Jahr | Einwohnerzahl |
| ---- | ------------- |
| 1910 | 482           |
| 1925 | 517           |
| 1939 | 548           |
| 1946 | 743           |
| 1950 | 731           |

| Jahr | Einwohnerzahl |
| ---- | ------------- |
| 1964 | 586           |
| 1990 | 540           |
| 2009 | 453           |

## Sehenswürdigkeiten

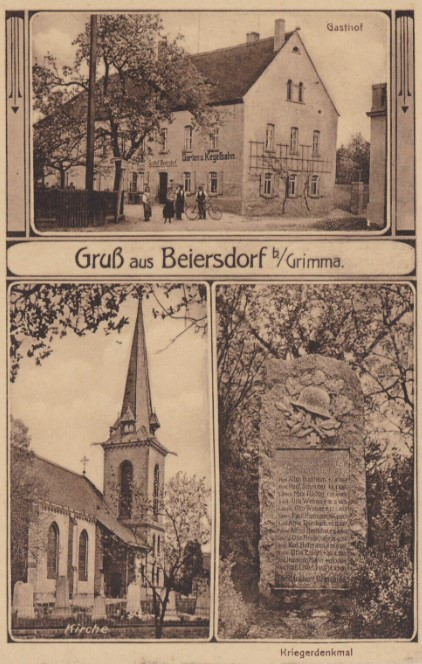
Historische Ansichtskarte von Beiersdorf

- die Kirche des Ortes ist eine neogotische Saalkirche und wurde in den Jahren 1886 und 1887 errichtet